# Andrzej Cichy
Andrzej Cichy (ur. 2 maja 1958 w Poniecu) – polski żużlowiec.
Sport żużlowy uprawiał w latach 1977–1989, w barwach klubów z Wrocławia, Leszna, Ostrowa Wielkopolskiego, Grudziądza i Lublina. Dwukrotnie zdobył medale drużynowych mistrzostw Polski: złoty (1980) oraz brązowy (1981), w barwach Unii Leszno. 
W 1981 r. zajął XI miejsce w finale młodzieżowych indywidualnych mistrzostw Polski, rozegranym w Zielonej Górze.